# カール・ニールセン
カール・ニールセン（またはニルセン、ニルスン、 Carl August Nielsen デンマーク語発音: [kʰɑːl ˈnelsn̩], 1865年6月9日 - 1931年10月3日）は、デンマークの作曲家。デンマークでは最も有名な作曲家であり、同国のみならず北欧を代表する作曲家として知られている。

## 経歴
フュン島の貧しいながらも音楽的才能の豊かな家庭に育ち、早くから音楽的能力を示した。当初は軍楽バンドで演奏したが、その後、1884年から1886年12月にかけてコペンハーゲンのデンマーク音楽アカデミーに通った。作品1となる弦楽合奏のための小組曲が初演されたのは1888年、作曲者が23歳の時であった。翌年から16年間にわたりヨハン・スヴェンセンが指揮者を務めるデンマーク王立管弦楽団で第2ヴァイオリンを務め、この間にジュゼッペ・ヴェルディの『ファルスタッフ』と『オテロ』のデンマーク初演を演奏している。1916年にデンマーク音楽アカデミーで教員のポストに就き、以降没するまでその職にとどまった。
今でこそ彼の交響曲、協奏曲、合唱曲は国際的に高く評価されているが、ニールセンのキャリアと私生活は多くの困難を抱えており、それらはしばしば音楽にも表出された。1897年から1904年の間に書かれた作品は彼の「心理」期の作品であるとされることもあり、主に彫刻家のアネ・マリーイとの荒れた結婚の結果生まれたものである。ニールセンはとりわけ6曲の交響曲、木管五重奏曲、ヴァイオリン協奏曲、フルート協奏曲、クラリネット協奏曲が著名である。デンマークではオペラ『仮面舞踏会』や多くの歌曲が欠くことのできない国の財産となっている。初期にはブラームスやグリーグといった作曲家に触発される形で音楽を書いていたが間もなく自身独自の様式を発展させ、まず発展的調性の実験を行い、後には当時まだ一般的だった標準的作曲法に比べると遥かに急進的な道を選んでいった。最後の交響曲となる交響曲第6番は1924年から1925年にかけて作曲された。その6年後に心臓発作でこの世を去り、亡骸はコペンハーゲンのヴェストレ墓地に埋葬された。
生前のニールセンの評価は国内と国外の両方で傍流の音楽どまりであった。1960年代以降にレナード・バーンスタインらを通じて人気の高まりを見せ、ようやく彼の作品は国際的なレパートリー入りを果たすことになる。デンマークでは2006年に文化省が国の最も偉大な音楽12曲を選定した際に、ニールセンの作品から3曲が選ばれて彼の名声は折り紙付きのものとなった。彼が残した大衆向けの歌曲や合唱曲はデンマークの学校や家庭などに広く普及し、今日でも歌われている。デンマークの100クローネ紙幣には長年にわたり彼の肖像画が描かれていた。オーデンセのカール・ニールセン博物館には彼と彼の妻の生涯が記録として残されている。1994年から2009年の間にデンマーク政府の資金援助を受けたデンマーク王立図書館が『カール・ニールセン・エディション』を完成した。これによりそれ以前には出版されたことのなかった多くの作品を含む、ニールセンの全作品の背景情報と楽譜がオンライン上で無料で入手できるようになった。
同国の作曲家にルドルフ・ニールセン（1876年1月29日 - 1939年10月16日）がいるが、縁戚関係はない。同年生まれの北欧の作曲家に、フィンランドのジャン・シベリウスがいる。

## 年譜
- 1865年 フュン島のノーレ・リュンデルセに生まれる。
- 1871年 この頃から、父の楽団に入りヴァイオリンを弾くようになった。
- 1879年 オーデンセの軍楽隊に欠員が出たため応募し、1ヶ月の練習で合格した。
- 1884年 デンマーク音楽アカデミーをヴァイオリンで受験したが不合格。ニルス・ゲーゼに作品を見せると作曲科に合格が許された。
- 1888年 卒業後に弦楽四重奏曲第1番、弦楽五重奏曲、「弦楽のための《小組曲》」などの作品を発表する。
- 1889年 王立劇場オーケストラのヴァイオリン奏者となり、ヨハン・スヴェンセンの下でオーケストラの活動を開始。
- 1891年 パリでアネ・マリーイと出会い、結婚。
- 1892年 交響曲第1番を完成。
- 1901年 4幕からなる歌劇『サウルとダヴィデ』を完成。
- 1902年 交響曲第2番『四つの気質』を発表。
- 1903年 ギリシャを旅し、エーゲ海の日の出に感激して序曲『ヘリオス』を作曲。
- 1906年 2作目の歌劇『仮面舞踏会』、弦楽四重奏曲第4番を発表。
- 1908年 スヴェンセンが王立劇場楽長を引退し、その後を引き継いだ。
- 1911年 交響曲第3番『ひろがりの交響曲』 、ヴァイオリン協奏曲を完成。
- 1914年 第一次世界大戦のため王立劇場楽長を辞任。
- 1915年 デンマーク音楽アカデミーの理事に就任。音楽協会で指揮者として活動した。
- 1916年 交響曲第4番『不滅（滅ぼし得ざるもの）』を完成。ピアノ曲『シャコンヌ』、『主題と変奏』を発表。
- 1922年 交響曲第5番、管楽五重奏曲を完成。このころより作風が変化し、より難解で内向的なものになっていく。
- 1925年 交響曲第6番『素朴な交響曲』を完成。
- 1931年 オルガン曲『コンモツィオ』完成。デンマーク音楽アカデミーの院長に就任。逝去。

## 生涯

### 若年期

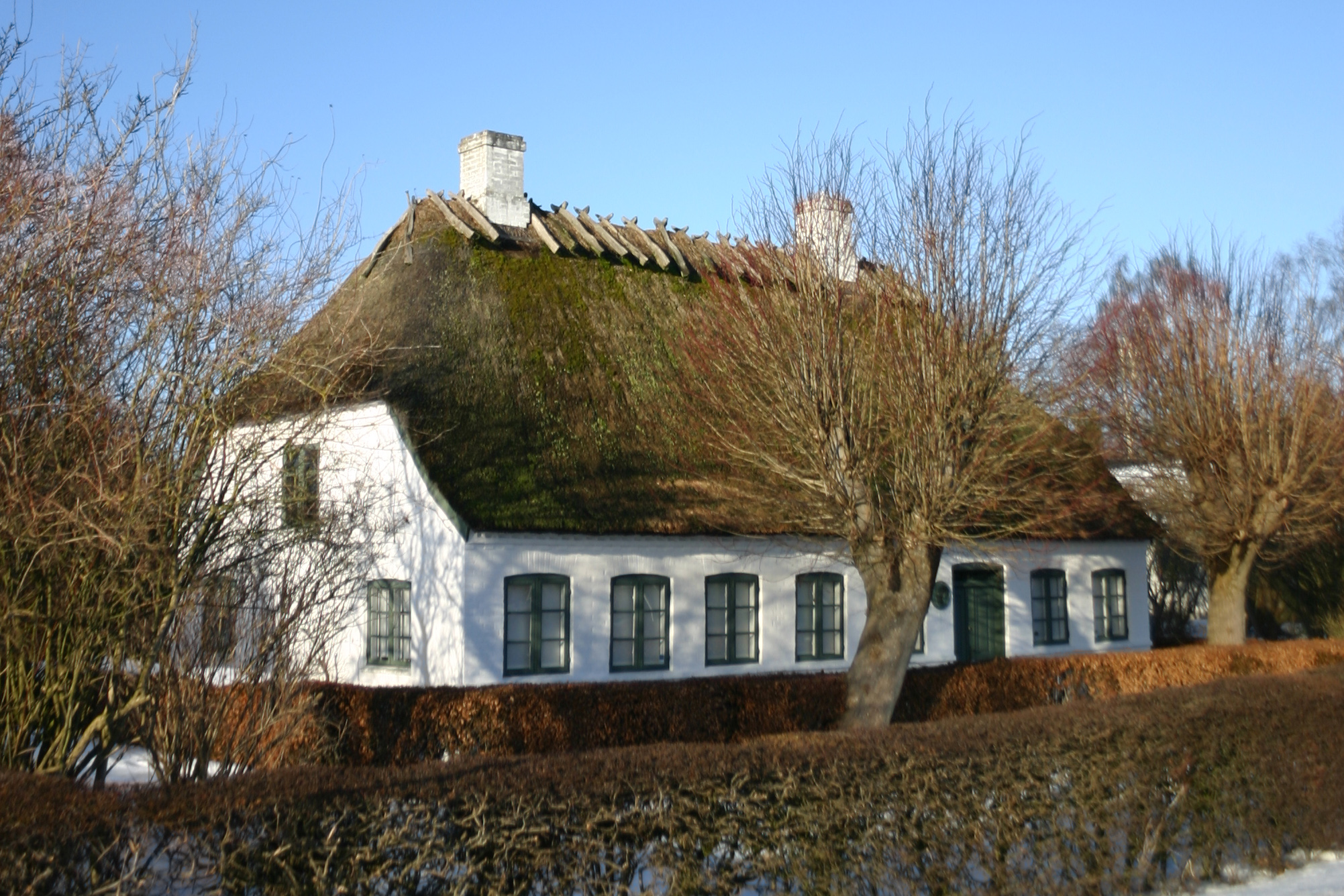
ノーレ・リュンデルセ近郊、Sortelungにあるニールセンが幼少期を過ごした家。

ニールセンは1865年6月9日、貧しい百姓の一家で12人きょうだいの7番目として生を受けた。一家はノーレ・リュンデルセに程近いSortelungに暮らしていた。フュン島、オーデンセの南に位置する村である。父のニルス・ヨアンセンはペンキ職人をしながら伝統音楽の音楽家として活動しており、そのフィドルやコルネットの腕前から地元の祝典に引っ張りだこであった。ニールセンは自伝『フューン島の少年時代』に幼少期のことを記している。母は裕福な船乗りの家庭の出身で、幼い頃に民謡を歌ってくれたことを覚えているという。おじのうち、ハンス・アナスン（Andersen 1837年-1881年）は才能ある音楽家だった。
ニールセンは音楽との出会いを次のように説明している。「以前に音楽を聴いたこと、父が演奏するヴァイオリンやコルネットを聴いたこと、母が歌うのを聴いたこと、そして麻疹で寝ていた時、小さなヴァイオリンに乗せて自分を外へ連れ出そうとしたこと。」彼は6歳の時に母からその楽器を与えられていた。幼少期にはヴァイオリンとピアノを学び、最初の作曲をしたのは8歳か9歳の頃だった。彼はそれがポルカと、今は失われた子守歌であったと自伝で述べている。両親は息子に音楽家としての将来性があるとは思わなかったため、彼が14歳の時に近くの村の商店主のところへ丁稚に出した。店は真夏になるのを待たずに倒産し、ニールセンは家に帰らざるを得なかった。金管楽器の演奏を学び、1879年11月1日に第16次オーデンセ大隊の軍楽隊でビューグルとアルトトロンボーン奏者に抜擢された。
大隊所属中もヴァイオリンを諦めることがなかったニールセンは、ダンスの場で父と演奏するために家に帰った際には決まってヴァイオリンを弾いた。軍は2年半の間、5日ごとに3クローネ45オーレの賃金とパンを1斤支給した。その後少々の昇給があり、これにより彼はバーンダンスでの演奏に必要だった市民服を買えるようになった。

### 学習と初期キャリア

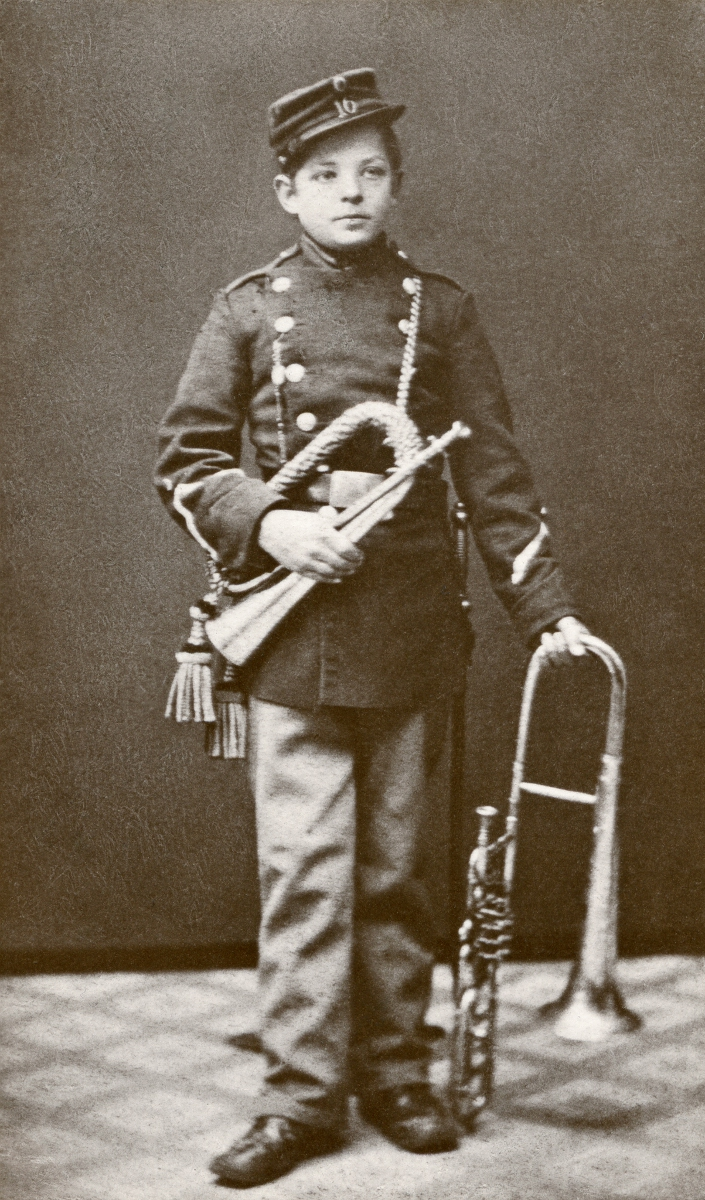
14歳ごろのニールセン、オーデンセにて。

1881年、ヴァイオリン演奏により真剣に取り組み始めたニールセンは、聖クヌーズ修道院の会堂管理人であったカール・ラースン（Carl Larsen）の下で私的に学ぶようになる。この時期にどれくらいの作品が作曲されたのかはわかっていないが、彼の自伝からは金管楽器のための三重奏曲、四重奏曲などが書かれていたこと、また金管楽器が異なるキーに調整されている関係で苦労していたということが推測できる。コペンハーゲンのデンマーク音楽アカデミーで学長を務めていたニルス・ゲーゼに紹介されたニールセンは高い評価を受け、その後すぐさま軍楽バンドを除隊できることになると、1884年の年初からアカデミーで学び始めた。
傑出した学生というわけではなく作曲も少ししかしなかったが、ニールセンはヴァルデマー・トフテ（1832年-1907年）の下でヴァイオリンの技術をしっかり習得した。カール・ローセンホフ（1844年-1905年）からは確かな音楽理論の基礎を受け継ぎ、さらにプロの作曲家として駆け出しの頃には価値ある助言を授かった。さらに作曲に関してはゲーゼの指導も仰いでいたが、ゲーゼを友人としては好んだものの彼の音楽は好みに合わなかった。学生仲間やコペンハーゲンの教養の高い家庭との交流からはその後生涯にわたる友人となる者もおり、同様に重要であった。お国柄に由来するむらのある教育はニールセンに美術、哲学、美学に対する貪欲な好奇心をもたらした。しかし音楽学者のデイヴィッド・ファニングの見解では、そうした教育が彼に「それらの主題に対する非常に個人的な、一般人としての見方」を残したのだという。音楽院時代にはヴァイオリン・ソナタ、弦楽四重奏曲などの習作を手がけた。全教科において抜群とはいかぬまでも優秀な成績を収めて卒業、1886年にアカデミーを後にする。まだ自立できるような役職についていなかったニールセンは、引退した商人のイェンス・ギーオウ・ニールセン（1820年-1901年）とその妻が住むSlagelsegadeの集合住宅へと身を寄せた。ここにいる間に、彼は夫妻の娘である当時14歳のイミーリェ・ディーマント・ハットと恋に落ちる。恋人関係はその後3年間にわたって続くことになる。
1887年9月17日、ニールセンは自作の弦楽合奏のための『Andante tranquillo e Scherzo』の初演に際してチボリ公園コンサートホールでヴァイオリンを演奏した。その後まもない1888年1月25日には、Privat Kammermusikforening（私的室内楽協会）の私的演奏のひとつとして弦楽四重奏曲 ヘ長調が演奏された。ニールセン自身はこの弦楽四重奏曲をプロの作曲家としての公式デビュー作品にするつもりであったが、『小組曲』の方が遥かに大きな印象を与えることになった。1888年9月8日にチボリ公園で演奏されたこの作品にニールセンの作品番号1が与えられたのである。翌年にかけて交響曲に挑戦するも挫折し、その第1楽章を『交響的ラプソディ』へと転用した。
ヴァイオリンの腕前を十分に磨いていたニールセンは、1889年9月に名誉あるデンマーク王立管弦楽団の第2ヴァイオリンとして加入することになった。この楽団はコペンハーゲンの王立劇場で演奏しており、当時はヨハン・スヴェンセンが率いていた。この職を務める間にジュゼッペ・ヴェルディの『ファルスタッフ』と『オテロ』のデンマーク初演を経験することになる。ここでの仕事は時に強いストレスとなったが、1905年まで演奏を続けた。1906年にスヴェンセンが引退すると次第にニールセンが指揮者を務める回数が増えて行き、1910年には公式に副指揮者として任用される。音楽院卒業から楽団での職を得るまでの間はヴァイオリンの個人レッスンによりわずかながらの収入を得ていた。また支援者にも恵まれ、イェンス・ギーオウ・ニールセンだけでなく、いずれもオーデンセで工場を営むアルバト・サクス（Albert Sachs 1846年生）とハンス・ディーマント（Hans Demant 1827年-1897年）も彼のパトロンであった。王立劇場の仕事に就いて1年も経たぬうちニールセンは1,800クローネの奨学金を獲得し、これによって数か月に及ぶヨーロッパを旅行に出ることができるようになった。

### 結婚と子ども
旅行中にはリヒャルト・ワーグナーの楽劇に出会い否定的な立場をとるようになる。数多くのヨーロッパを代表する管弦楽団やソリストの演奏に触れ、音楽並びに視覚芸術に対する自身の見解を研ぎ澄ませていった。バッハとモーツァルトの音楽を崇敬していたものの、19世紀の音楽に対する態度は定まっていなかった。1891年にライプツィヒで作曲家兼ピアニストのフェルッチョ・ブゾーニと出会っており、その後30年以上にわたって書簡を交し合う間柄となる。1891年3月初旬にパリに到着したニールセンは、やはり奨学金で旅をしていたデンマークの彫刻家アネ・マリーイに出会った。2人は共にイタリアへと旅を続け、デンマークへの帰国前の1891年5月10日にフィレンツェにあるイングランド国教会系のサンマルク教会（英語版）で結婚した。ファニングによると彼らの関係性は「恋愛結婚」というにとどまらず「意思の合致」であったという。アネ・マリーイは才能ある芸術家でありかつ「意思が強く現代的な考え方を持つ女性で、自分のキャリアを築き上げることを決意していた。」この決意がニールセン家の結婚生活に無理をきたすことになる。というのもアネ・マリーイが1890年代、1900年代に数か月の間カールを残して家を留守にすることになるからであり、彼は作曲をしつつ王立劇場の仕事をこなし、なおかつ3人の子供の面倒をみなければならなかった。またニールセンは他の女性との関係に流されやすかった。
ニールセンは結婚生活にかかわる怒りと欲求不満を数多くの音楽作品に昇華させた。特に顕著なのが1897年から1904年にかけての期間で、彼自身はこの時期を「心理」期と呼ぶこともあった。ファニングは次のように記している。「この時期に彼が抱いた人の個性に潜む原動力に対する興味はオペラ『サウルとダヴィデ』、第2交響曲 （四つの気質）、カンタータ『愛の賛歌』、『眠り』に結実している。」カールは1905年3月に離婚を提案し、心機一転ドイツへの移住を検討していたが、幾度かの長期間にわたる別離がありはしたもののニールセン夫妻は彼の生涯にわたる婚姻関係を保ち続けたのであった。
ニールセンには5人の子どもがいたが、うち2人は非嫡出子であった。最初の子どもは1888年、アネ・マリーイに出会う前に生まれた息子のカール・アウゴスト・ニールセン（Carl August -）である。1912年生まれの2人目も婚外子となる娘のラーケル・スィークマン（Rachel Siegmann）で、アネ・マリーイは生涯その存在を知らされなかった。ニールセンは妻との間に1男2女を儲けた。長女のイアメリーン（Irmelin）は父から音楽理論を学び、1919年12月にエガト・ムラ（Eggert Møller 1893年-1978年）と結婚した。彼は医師であり、コペンハーゲン大学の教授、デンマーク国立病院（英語版）の総合病院院長になった人物である。次女のアネ・マリーイ・テルマーニーはデンマーク王立美術院を卒業し、1918年にハンガリーのヴァイオリニストであったテルマーニー・エミルと結婚した。彼はヴァイオリニスト、指揮者としてニールセン音楽の普及に貢献した。息子のハンス・ボーウ（Hans Børge）は髄膜炎の後遺症で障害を抱えており、生涯の大半を家族とは別に暮らすことになった。彼は1956年にコリング近くで生涯を終えた。

### 円熟の作曲家として

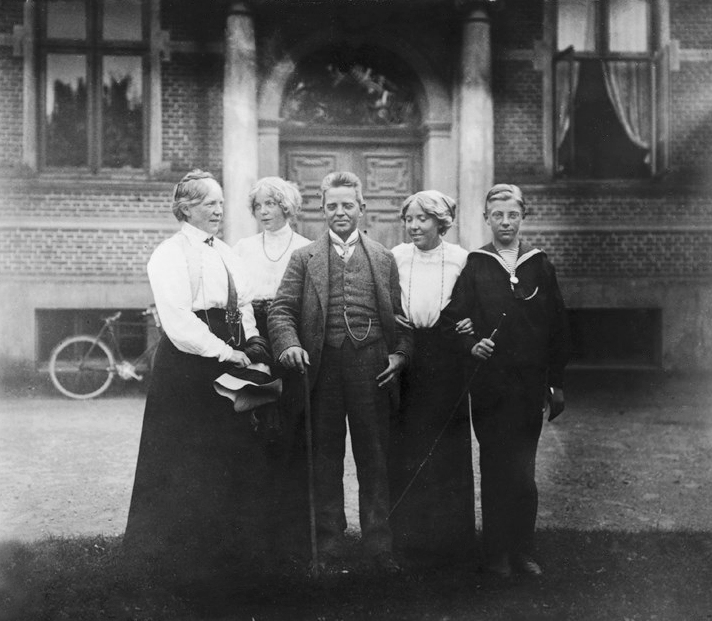
ニールセンと彼の家族、フールサングのマナー・ハウスにて、1915年頃。

当初、ニールセン作品の認知度は十分とは言えず彼の自立は困難であった。1894年3月14日に彼の交響曲第1番が初演されたコンサートでは、スヴェンセンが指揮をしてニールセンは第2ヴァイオリンを演奏した。この交響曲は1896年にベルリンで演奏された際に大きな成功を収め、彼の名声に大きく貢献した。次第に劇場用の付随音楽や特別な行事のためのカンタータの依頼が増えると、いずれもありがたい追加収入になった。ファニングは彼の標題作品と交響的作品の間に発展した関係性について次のように述べている。「時おり、彼は自らの純管弦楽と思われる音楽に舞台向きの発想を見出すことになる。時おり、テクストやシナリオによって生き生きとした音楽像を発明することを強いられていた彼は、後にそれらをより観念的な使用法へと転化させることができるようになるのである。」
独唱者、合唱と管弦楽のためのカンタータ『愛の賛歌』は1897年4月27日にコペンハーゲンの音楽協会で初演された。この作品はニールセンが1891年にイタリアへの新婚旅行で目にしていたティツィアーノ・ヴェチェッリオの絵画『嫉妬深い夫の奇跡』に霊感を受けて書かれている。写譜のひとつに彼はこう記した。「私のマリーイへ！これら愛を賛美する音色は現実に比べれば何物でもない。」
1901年よりニールセンはヴァイオリニストとしての給与に加えて国から多少の年金を受給するようになった。はじめは年800クローネであったが1927年には7,500クローネへと増額されている。これにより個人的な弟子を取る必要がなくなり、より多くの時間を作曲に充てられるようになった。また1903年以降は最も懇意にしていた出版社であるヴィルヘルム・ハンセンから年次依頼料が受け取れるようになっていた。1905年から1914年にかけては王立劇場で副指揮者を務めていた。1911年には娘婿のテルマーニー・エミルにヴァイオリン協奏曲 作品33を作曲している。1914年から1926年の間は音楽協会管弦楽団を指揮した。1916年にデンマーク音楽アカデミーで教員のポストに就き、その後生涯この職に留まった。

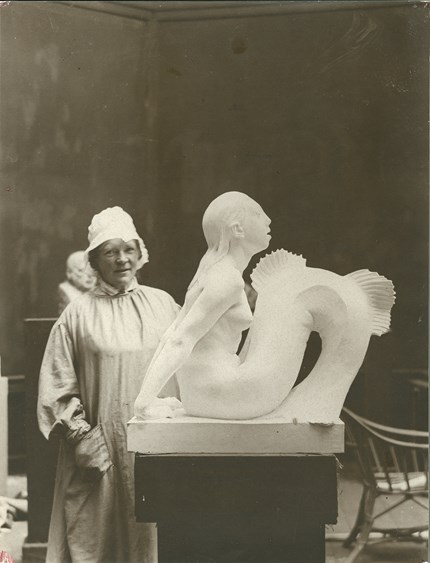
ニールセンの妻アネ・マリーイ、作品と共に、1920年代。

2つのキャリアによる負担と妻が近くにいない状態が続いたことにより、彼の結婚生活は長期の不和に見舞われた。両名は1916年に別離のための訴訟手続きに入り、1919年に双方の同意に基づく別離が認められた。1916年から1922年の時期には、ニールセンはしばしばフュン島のダムゴーやフールサングの地所に引きこもるか、ヨーテボリで指揮者として働きながら暮らした。第一次世界大戦とも重なったこの時期はニールセンの創作上の危機に数えられ、ファニングが述べるところのおそらく彼の最高傑作である交響曲第4番（1914年-1916年）や交響曲第5番（1921年-1922年）にも大きな影響を与えた。1920年代には長い付き合いであったデンマークの出版者ヴィルヘルム・ハンセンが、付随音楽『アラジン』や交響詩『パンとシランクス』の出版を引き受けられなくなったことに特に気を揉んだ。
6番目で最後となる交響曲第6番は1924年から1925年にかけて作曲された。1925年に重い心臓発作を患い活動を大幅に切り詰めることを余儀なくされるものの、この世を去るまで作曲は継続した。多くの祝いが寄せられた1925年の65歳の誕生日には、スウェーデン政府から勲章が贈られ、コペンハーゲンではガラ・コンサートとレセプションが催された。しかし彼は陰気な気分であった。1925年11月9日にデンマークの大衆紙『ポリティケン』への寄稿文で次のように述べている。
もし人生をやり直せるのであれば、私は頭の中からあらゆる芸術的思考を追い払って、商人の見習いになるか最後には結果が目に見えるような何らかの有用な取引きに従事するだろう。（中略）全世界が私を認めたとして、しかしそれが早々に立ち去ってしまった後に私が作品と共にポツンと残され、すべてが壊れ果て、私は恥に思い至る、自分が愚かな空想家として生き、働けば働くほど、この身を我が作品に尽くせば尽くすほどよりよい地位に到達できると信じていたのだと。それが私にとって何の役に立つというのか。否、芸術家になることは羨ましがられるような運命ではないのだ。

### 晩年と最期
ニールセンの最後の大規模管弦楽作品はフルート協奏曲（1926年）とクラリネット協奏曲（1928年）である。ロバート・レイトンは後者について次のように記している。「もし他の惑星から来た音楽というものがあったとしたら、間違いなくこれがそうである。響きはまばらで単色、その空気は純化され張りつめている。」ニールセンの最後の音楽作品は、作曲者没後の1931年に初演されたオルガンのための『コンモツィオ』である。
晩年、ニールセンは随筆集『生きている音楽』（1925年）、続いて自叙伝『フューン島の少年時代』（1927年）を発表している。1926年の日記には次のように書かれている。「我が家の土が長い口づけのように強く強く私を引き留める。最後はフュン島の土に還って眠らねばならないということなのだろうか。然らばそれは私が生まれた土地、Frydenlands教区Sortelungであるはずだ。」
これはかなわなかった。心臓発作が繰り返された後の1931年10月1日、ニールセンはコペンハーゲンの国立病院に入院した。10月3日深夜0時10分、家族に囲まれながら彼は同病院で息を引き取った。彼が最期に家族にかけた言葉は「君たちはここに立ってまるで何かを待っているかのようだな」だった。
遺体はコペンハーゲンのヴェストレ墓地に埋葬された。葬儀で演奏された音楽は讃美歌も含め全てが彼自身の作品だった。没後、彼の妻へとコペンハーゲンの市の中心に建てる彫刻モニュメントの制作依頼が行われた。彼女はこう書いている。「私は詩歌の永遠の象徴である翼を持った馬を用い、その背にひとりの音楽家を置きたかったのです。彼は急ぎたつ翼の間に腰掛けてコペンハーゲンへめがけて葦の笛を吹いているはずでした。」彼女のデザインに対する論争と資金の不足によりモニュメントの建設は遅延し、ついにはアネ・マリーイ自身が助成金を出すことになってしまった。カール・ニールセン・モニュメントは1939年になってようやく除幕を迎えることができた。

## 音楽
デンマーク王立図書館が2015年にオンラインで『カール・ニールセン作品目録』（Catalogue of Carl Nielsen's Works; CNW）を公表しており、ニールセンの作品はこの目録に基づきCNW番号で呼ばれることもある。CNW目録は1965年にダン・フォウとトーベン・スコウスボーが編纂した目録（FS番号）を置き換えるためのものである。

### 音楽様式

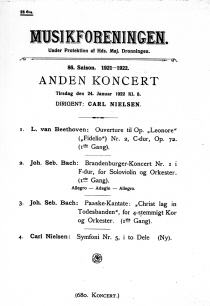
交響曲第5番初演時のポスター、1922年。

音楽評論家のハロルド・ショーンバーグは著書『大作曲家の生涯』の中でニールセンの作品の幅広さ、力強いリズム、惜しみない管弦楽法、そして彼の個性を強調している。ジャン・シベリウスと比較しつつ、ショーンバーグはニールセンには「同じだけの発展性、遥かに大きな力、そしてより普遍的なメッセージ」が備わっていると考えている。オックスフォード大学音楽科教授のダニエル・M・グリムリーはニールセンを「20世紀の音楽でも指折りの陽気で、人生肯定的、そして不器用な声」であるとし、その理由が彼の作品の「旋律の豊かさと和声の活力」のおかげであると述べている。『Carl Nielsen's Voice: His Songs in Context』の著者であるアン＝マリー・レイノルズは「彼の音楽の全ては声楽を発祥と」しており、歌曲を書き続けたことがニールセンの作曲家としての発展に強く影響を与えた、というロバート・シンプソンの見方を引用している。
デンマークの社会学者であるベネディクデ・ブリンガ（Benedikte Brincker）は、母国におけるニールセンと彼の音楽に対する認識が国際的な評価とはかなり異なっていると見ている。彼の民謡への興味と背景知識はデンマーク人に特別共鳴するのである。さらにこの傾向は1930年代の愛国運動期、及び第二次世界大戦中に高められた。同時期にはデンマーク人にとって歌うことが敵のドイツ人たちと自分たちを識別する重要な根拠だったのである。ニールセンの歌曲はデンマークと文化と教育の中で引き続き重要な位置を占めている。音楽学者のニールス・クラッベは、デンマークの作家ハンス・クリスチャン・アンデルセンの寓話に関連づけ、デンマークにおける大衆のニールセン像は「みにくいアヒルの子症候群」のようだと表現する。すなわち「貧しい少年が（中略）逆境と倹約を経験し（中略）コペンハーゲンへと乗り込み（中略）無冠の王者の地位を獲得するに至るのだ。」このため、デンマーク国外でのニールセンは主として管弦楽作品とオペラ『仮面舞踏会』の作曲家である一方、国内ではそれ以上に国民の象徴なのである。2006年にデンマーク文化省が12曲の最も偉大なデンマークの音楽作品を発表した際には、これらの2つの側面が公式にひとつにまとめられた；選ばれたのは『仮面舞踏会』、交響曲第4番、そして2つのデンマークの歌だったのである。クラッベは修辞的な問いかけを行う。「ニールセンの中の『国民性』は特定の主題、和声、音響、形式その他の音楽の中に表出され得るものなのだろうか、それともそれは純粋に受容史から形作られるものなのだろうか。」
ニールセン本人は後期ロマン派のドイツ音楽や音楽における愛国心に対して曖昧な態度を取っていた。1909年にオランダの作曲家であるユリウス・レントゲンに宛ててこう綴っている。「近頃のドイツ人の技術面での技量には驚かされています。複雑化をこうして嬉々として行っていますが、全てそのもの自身の疲弊をもたらすに違いないと思わずにはいられません。私は純粋に古風な美徳に則った全く新しい芸術の到来を予見しています。ユニゾンで歌われる歌についてどう思われますか。我々は立ち戻らねばなりません（中略）純粋さ、清澄さへと。」一方で、1925年には次のように記している。「愛国心ほどに音楽を破壊するものはない（中略）それに頼みに応じて愛国的音楽を生み出すことなど出来ようがない。」
ニールセンはルネサンスのポリフォニーを詳細に研究しており、彼の音楽に含まれる旋律と和声にはこれによって説明できるものもある。3つのモテット 作品55がこの興味を表す好例である。デンマーク国外の批評家にとっては、ニールセンの音楽は当初新古典主義的な響きを持っていたものの、彼が独自の取り組みを発展させるに従い次第に現代的になっていった。それは作家で作曲家のロバート・シンプソンが言うところの発展的調性、すなわちある調から別の調への移行である。概してニールセンの音楽は開始の調とは異なる調性で終結する可能性を有するものであるが、時にそれは交響曲においてなされたのと同じく苦心の結果なのである。一方、彼の民謡での活動がどれほどそうした要素に負うところがあるのかについては論争となっている。一部の評論家は彼のリズム、アッチャッカトゥーラやアッポッジャトゥーラ、もしくは作品中で頻用される短七度、短三度を指してデンマークの典型であると述べている。作曲者本人は次のように記した。「私が思うに、まず音楽へのより深い関心を呼び起こすものは音程である。（中略）春にカッコーの声を聞く我々に驚きと喜びをもたらすものはその音程なのである。もし鳴き声がひとつの音だけでできていたとしたら魅力は減じていたことだろう。」　
音楽様式に対するニールセンの哲学は、おそらく1907年に作曲家のクヌーズ・ハーダ宛の書簡に書かれた助言に要約されている。「あなたには（中略）流麗さがあり、いまのところはとても素晴らしいものです。しかし、親愛なるハーダ氏、私はあなたに何度でも助言します。『調性、明晰さ、力強さ』です。」

### 交響曲

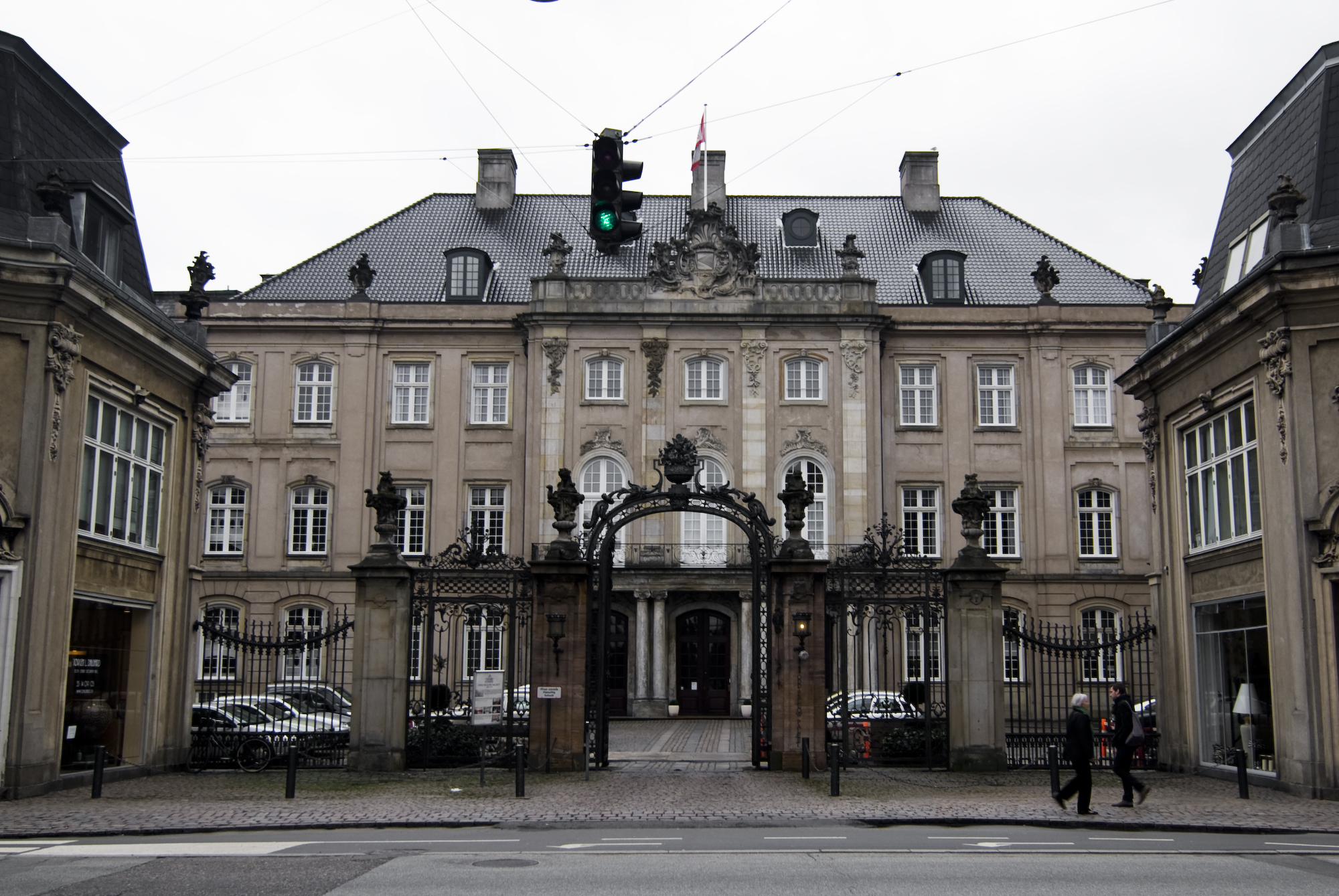
多くのニールセン作品が初演されたコペンハーゲンのOdd Fellows Mansion。

デンマーク国外では、ニールセンと聞いて最も強く連想されるのはおそらく1892年から1925年にかけて作曲された6曲の交響曲だろう。交響曲には多くの共通点がある。全て演奏時間がちょうど30分強、オーケストレーションの要は金管楽器が握っており、どの作品も珍しい調性変化をみせ、それが劇的な緊張感を高めている。交響曲第1番（作品7 1890年-1892年）はグリーグやブラームスの影響を示す一方で、冒頭数小節からニールセンの個性が発揮されている。唐突かつ頻繁な転調を伴う独特な和声進行や半音階的な旋律を用い、主調がト短調であるにもかかわらず第1楽章の第1主題冒頭と第4楽章最後の和音はハ長調である。交響曲第2番（作品16 1901年-1902年）では人間の性格を展開させることに乗り出している。その着想は宿屋にあった四体液説を表す絵画から得たものだった。4つの楽章にはそれぞれ四気質に基づく発想記号が記され、この曲が標題音楽であるか否かが議論になる。同時期に作曲されたオペラ『サウルとダヴィデ』と作曲手法や表現の点で共通点が見られる。
イングランドの作曲家であるロバート・シンプソンは、交響曲第3番の表題である『広がり』（作品27 1910年-1911年）を「外側へ向かう心的領域の拡大」として理解している。この作品では2つの調性を同時に対比させるというニールセンの技法が遺憾なく発揮されており、穏やかな場面でソプラノとバリトンが歌詞を載せずに歌う部分がある。ロバート・シンプソンは第１楽章を「競技的な3拍子」と評した。第一次世界大戦中に書かれた交響曲第4番『滅ぼし得ざるもの』（作品29 1914年-1916年）は、数ある交響曲の中でも演奏頻度で最上位に位置する。終楽章では舞台の端と端に置かれた2つのティンパニが一種の音楽的戦いを演じる。ニールセンはこの交響曲を「生の力、生きんとする消すことのできぬ意志」と表現した。
同じく頻繁に演奏機会のある交響曲第5番（作品50 1921年-1922年）では、秩序と混乱の間のもう一つの戦いが提示された。小太鼓奏者は拍子を無視してアドリブにより音楽を破壊するかの如く管弦楽に割り込む役割を課される。1950年のエディンバラ国際フェスティバルでエリク・トゥクセンが指揮するDR放送交響楽団によって演奏された際にはセンセーションを引き起こし、スカンジナビア外でのニールセン音楽に対する関心の火付け役となった。1924年から1925年にかけて書かれた交響曲第6番（作品番号なし）は『素朴な交響曲』と題されている。調性の語法はニールセンの他の交響曲に類似しているものの、曲は連続するカメオ、いくらかの悲しみ、いくらかの怪奇、いくらかの諧謔へと発展していく。

### オペラ、カンタータ

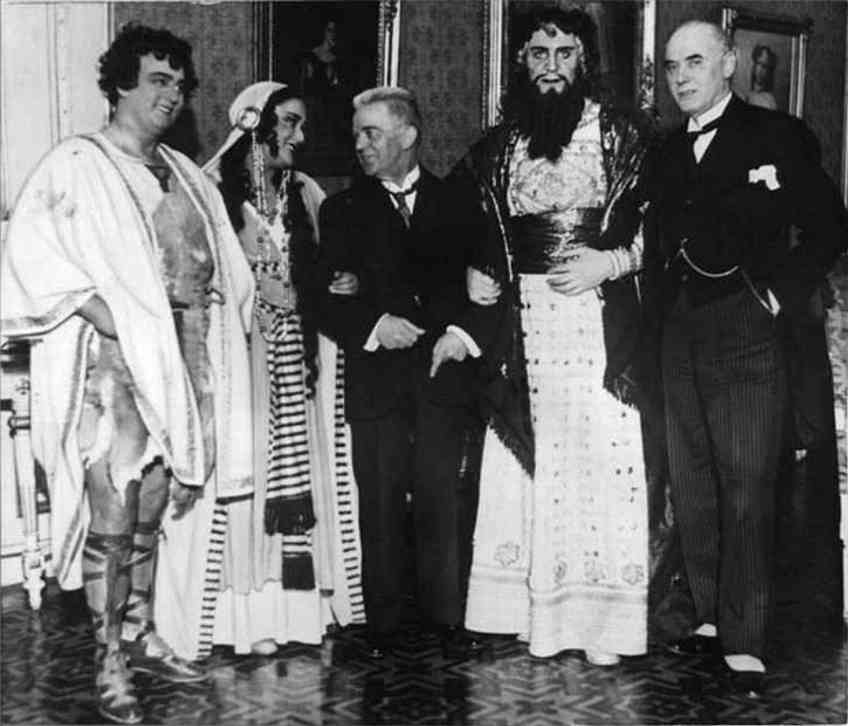
ニールセン、『サウルとダヴィデ』のキャストと共に、ストックホルム、1931年。

ニールセンの2つのオペラは様式の点で大きく異なっている。1902年に書かれた4幕構成の『サウルとダヴィデ』はアイナ・クレスチャンスンのリブレットに基づき、サウルの若いダビデへの嫉妬という聖書の説話を物語る。一方、『仮面舞踏会』はルズヴィ・ホルベアの喜劇を下敷きにヴィルヘルム・アナスンが著したデンマーク語のリブレットを基に、1906年に作曲された3幕形式のコミック・オペラである。『サウルとダヴィデ』は1902年11月の初演で否定的な評価を受け、1904年の再演時にも良くなることはなかった。対照的に1906年11月の『仮面舞踏会』は目覚ましい成功となり、最初の4か月の間に25回の追加公演が行われた。デンマークの国民的オペラと看做されるようになった本作の成功と人気は母国で長く続いており、その成功の源は多くの有節歌曲形式の歌、踊り、そして通底する「古きコペンハーゲン」の空気にある。
ニールセンは数多くの合唱作品を作曲しているが、それらの大半は特定の行事のために書かれたものであり滅多に再演されることはない。しかし、3曲のしっかり作られた独唱者、合唱と管弦楽のためのカンタータはレパートリーに定着している。初期の多声的合唱様式を学んだ後には『愛の賛歌』 作品12（1897年）を作曲した。ナナ・リプマン（Nanna Liebmann）は『Dannebrog』紙上でこの作品がニールセンの「決定的な勝利」であると評し、『Nationaltidende』紙のアングル・ハメレク（Angul Hammerich）は進歩した清澄さと純粋さを歓迎した。しかし『Berlingske Tidende』紙の批評家H.W.シュデ（Schytte）はニールセンが見栄を張ってデンマーク語ではなくラテン語の歌詞を用いたのではないかと考えた。『眠り』 作品18はニールセンの2番目に知られた合唱作品であり、睡眠の様々な段階に音楽を付した作品である。悪夢も中央の曲として含まれており、通常聞かれないような不協和音を含むこの部分は1905年3月の初演時には評論家に衝撃を与えた。1922年に完成された『フューンの春』 作品42はフューン島の田舎の美しさを称揚していることから、ニールセンの全作品の中で最もデンマークらしいと言及されている。

### 協奏曲
ニールセンは3作品の協奏曲を作曲している。1911年、中期の作品にあたるヴァイオリン協奏曲 作品33はヨーロッパのクラシック音楽の伝統の枠組みの中に位置づけられる。対して、後期作品となる1926年のフルート協奏曲（作品番号なし）と続く1928年のクラリネット協奏曲 作品57は1920年代のモダニズムの影響を受けており、デンマークの音楽学者であるヘアバト・ローセンベア（Herbert Rosenberg）の言によれば「いかにして必要ではないものを避けるかを心得た、極めて経験豊富な作曲家」の作品である。以降のニールセン作品とは異なり、ヴァイオリン協奏曲は明確な、旋律指向性の新古典的構造を持っている。全2楽章のフルート協奏曲はニールセンの木管五重奏曲（1922年）を初演したコペンハーゲン木管五重奏団に所属していたフルート奏者のホルゲル・ギルベルト＝イェスペルセンのために書かれた。ヴァイオリン協奏曲のかなり伝統的な様式に比べると、フルート協奏曲は当時のモダニズムの潮流を反映したものとなっている。例えば、第1楽章はニ短調、変ホ短調、ヘ長調の間を移り変わった後、フルートがホ長調のカンタービレの主題によって前面に出てくる。クラリネット協奏曲もコペンハーゲン木管五重奏団メンバーであったオーウ・オクスンヴァズのために作曲された。ニールセンは楽器と奏者の可能性を最大まで使い尽くしている。単1楽章制のこの作品には独奏者と管弦楽の間、そしてヘ長調とホ長調という2つの主要調性の間での争いがある。コペンハーゲン管楽五重奏団のメンバー全員のために5つの協奏曲を書くことも計画されていたが、作曲者の死によりフルート協奏曲とクラリネット協奏曲の2曲で終わっている。
木管協奏曲にはニールセンが「対象化」（objektivering）と呼んだものの多くの用例が見られる。彼がこの用語により意味したのは、楽譜により拘束される範疇において楽器奏者に解釈と演奏の自由を与えるということだった。

### 管弦楽作品
オーケストラ用として書かれたニールセンの最初期の楽曲は瞬く間に成功した弦楽合奏のための組曲（1888年）であった。この作品はグリーグやスヴェンセンが表現したようなスカンディナビアのロマンを呼び起こす楽曲である。この楽曲は初めての真の成功作であったばかりでなく、1か月後のオーデンセでの再演時に彼自身が初めて指揮した自作でもあり、ニールセンのキャリアにおける重大事件となった。
序曲『ヘリオス』 作品17（1903年）はアテネへの滞在時に受けた霊感によって書かれた、エーゲ海から昇り沈む太陽を描写した作品である。譜面は管弦楽の手本であり、この作品はニールセンの楽曲の中でも有数の人気曲となっている。『サガの夢』 作品39（1907年-1908年）は、アイスランドの『ニャールのサガ』に題材を採った管弦楽のための交響詩である。ニールセンは次のように述べている。
特に、それぞれ並行して非常に自由に進んでいくオーボエ、クラリネット、ファゴット、フルートのためのカデンツァがあり、和声的繋がりもないですし私は拍子を指定していません。それらはまるでちょうど4つの思考の流れのようで、各々のやり方で進んでいき - 演奏ごとにランダムに異なって - 休止の箇所で出会うのです。まるで合流地点の水門に流れ込むかのように。
弦楽オーケストラのための『若き芸術家の棺の傍らで』は1910年1月にデンマークの画家オーロフ・ハートマンの葬儀のために作曲され、ニールセン自身の葬式においても演奏された。『パンとシランクス』はオウィディウスの『変身物語』に触発されて書かれた9分の活発な交響詩であり、1911年に初演された。狂詩曲風序曲『フェロー諸島への幻視旅行』はフェロー諸島の民謡を基に作られているが自由に作曲された箇所も含まれている。
舞台用管弦楽曲には『アラジン』（1919年）と『母』 作品41（1920年）がある。『アラジン』はコペンハーゲンでのエーダム・ウーレンスレーヤのおとぎ話の上演に合わせて作曲された。楽曲全体は演奏時間80分を超え、オペラを除くとニールセン最長の作品であるが、「東洋的行進曲」、「ヒンドゥーの踊り」、「黒人の踊り」からなる短い管弦楽組曲版がしばしば演奏される。『母』は南ユトランドのデンマーク再編入を祝して書かれ、1921年に初演された。曲はその際に生まれた愛国的な韻文に対して作曲されている。

### 室内楽曲
ニールセンは数曲の室内楽曲を作曲しており、一部の曲は世界的なレパートリーの中で高い地位を保っている。1922年に特にコペンハーゲン木管五重奏団のためとして書かれた木管五重奏曲は彼の作品の中でも有名なもののひとつである。ニールセンの木管楽器に対する愛着は彼の自然に対する愛情と密接に関係しているのだと説くシンプソンは、次のように記している。「彼は人間の性質にも強い関心を抱いており、意図的に5人の友人に当て書きされた木管五重奏曲ではそれぞれのパートが各奏者の個性に合うように抜け目なくしつらえられているのである。」
ニールセンは弦楽四重奏曲を4曲作曲している。第1番 作品13（1889年作曲、1900年改訂）の終楽章には「概要」（Résumé）と題された部分が付されており、第1、第3、第4楽章の主題がまとめて奏される。第2番 作品5は1890年、第3番 作品14は1898年に発表された。音楽史家のヤン・スマツニー（Jan Smaczny）が唱えるには、この作品では「テクスチュアは自信に満ちて、過去の作品よりもはるかに独創性が出ており（中略）[この四重奏曲からは]ニールセンが（中略）後期交響曲の発展と並ぶような形で当ジャンルを追求しなかったことがこの上なく悔やまれる。」第4番（1904年）の当初の評判は賛否の入り混じったもので、評論家にはこの作品のよそよそしい様式をどう捉えてよいか分からなかった。曲は数回の改訂を経ており、1919年に最終版へ作品44が与えられた。
ニールセンは彼自身の楽器であったヴァイオリンを用いて4曲の大規模な室内楽曲を作曲した。ヴァイオリンソナタ第1番 作品9（1895年）では頻繁に表れる突然の転調やそっけない主題など、一般的な方法論からの乖離が初演時にデンマークの評論家を当惑させた。ヴァイオリンソナタ第2番は過去に彼のヴァイオリン協奏曲を初演していたピーザ・ムラのために1912年に書かれた。この作品の第1楽章と終楽章はト短調であるとされているにもかかわらず異なる調で終止しており、ニールセンの発展的調性を示す一例となっている。評論家のイミーリウス・バンギアトはアクセル・ゲーゼによって行われた初演について次のように書いている。「美しく、万全な線 - 音の流れ - に初めの部分で特に素晴らしい第2主題、そして後半部の純粋で高潔な領域が捉えられている、といった全体的な印象であった。」他の2作品は独奏ヴァイオリンのための作品である。『前奏曲、主題と変奏』 作品48（1923年）はテルマーニー・エミルのために書かれ、シャコンヌ 作品32と同様にヨハン・ゼバスティアン・バッハの音楽に触発されたものである。『前奏曲とプレスト』 作品52（1928年）は作曲家のフィニ・ヘンリクスの60回目となる誕生日の贈り物として作曲された。

### 鍵盤楽曲
主にピアノに向かって作曲するようになったニールセンであったが、40年の歳月の中でも直接的なピアノのための楽曲は時おり作曲する程度であった。そうした楽曲は独特なスタイルであることが多く、そのために国際的に受け入れられるのに時間がかかった。ニールセンのピアノの腕前はというと、おそらくオーフスの国立公文書館に「カール・ニールセン」と記されて3つの蝋管に保存されていたものから判断するに、平凡だったようである。ピアニストのジョン・オグドンが1961年に行った録音への論評として、ジョン・ホートンは初期作品について「ニールセンの技巧の引き出しは彼の構想の壮大さにほとんど見合っていない」と言及している。一方で後期作品は「彼の交響作品に比肩し得る主要作品群」であると看做していた。非ロマン的な『交響的組曲』 作品8（1894年）は後世の評論家によって「確立されたあらゆる音楽的慣習を前に、まっすぐ固く握りしめられた拳に他ならない」と評されている。ニールセン自身の言によれば『シャコンヌ』 作品32（1917年）は「真に大きな作品であり、効果的であると思っている。」この作品はバッハ、特に独奏ヴァイオリンのためのシャコンヌのみならず、ロベルト・シューマン、ヨハネス・ブラームス、フェルッチョ・ブゾーニらによるピアノのためのバッハ作品のヴィルトゥオーゾ編曲にも触発されている。同年にはやはり規模の大きな『主題と変奏』 作品41が書かれている。評論家はこの作品にブラームスとマックス・レーガーの影響を認めているが、ニールセンは友人に宛てた手紙の中で次のように述べている。「大衆はレーガー作品を全く理解することができなくなるように思われますが、それでも私は彼の労作群に強い同情を覚えるのです（中略）リヒャルト・シュトラウスに対するよりもずっと。」
オルガン曲は全て後期作品である。デンマークのオルガニストであるフィン・ヴィーザウーはニールセンがオルガン運動（Orgelbewegung）、並びにハンブルクの聖ヤコビ教会（英語版）に建造されたアルプ・シュニットガー製のオルガンの前面パイプが、1928年から1930年にかけて刷新されたことに興味を掻き立てられたのだと唱えている。ニールセン最後の主要作品となった『コンモツィオ』 作品58は演奏に22分を要するオルガン作品で、彼の死のわずか数か月前にあたる1930年6月から1931年2月にかけて作曲された。

### 歌曲と聖歌
長年にわたりニールセンは290を超える歌曲や聖歌を作曲した。それらの大半はよく知られたデンマークの著作家であるN.F.S.グロントヴィ、ベアンハート・スィヴェリーン・インゲマン、ポウル・マルティン・ムラ、エーダム・ウーレンスレーヤ、イェベ・オーケーアらの韻文や詩文を用いたものである。デンマークではこれらの作品の多くが今日でも大人と子どもの両方に依然として人気である。「国を一番に代表する作曲家の作品のうち最も代表的な要素」であると看做されているのである。1906年、ニールセンはそうした歌曲が自国民に重要であることを説明している。
ある種の旋律の抑揚に対し、我々デンマーク人は避けがたく、例えばインゲマン、クレスチャン・ヴィンダ、もしくはドラクマンの詩を想う。そして、我々はしばしば歌や音楽の中にデンマークの風景の香りや田舎の映像を感じ取るようなのである。しかし我々の田園風景、我々の画家、我々の詩人を知らないか、もしくは我々の歴史を我々と同じような身近さで知らない外国人には、我々に共感的理解を伴って聞こえ、震えをもたらすそれが何であるのか理解することはまったくもって不可能なのだ。
非常に重要なのは1922年の『高校民謡歌曲集』（Folkehøjskolens Melodibog）への参加で、ニールセンはトオマス・ラウプ、オーロフ・レング、トーヴァル・オーゴーと共同で編者のひとりとして加わった。この本には編者が作曲した約200曲を含む計600曲あまりの旋律が収められ、デンマーク民謡文化に不可欠な歌の集いのレパートリーとすべく編まれた。歌曲集は絶大な人気を博し、デンマークの教育カリキュラムにも盛り込まれた。第二次世界大戦中のドイツ占領下ではこれらの旋律による大規模な歌の集いがデンマークの「精神的再武装」の一端を担い、1945年の終戦後にはある作家によりニールセンの貢献は「我々の愛国的歌曲の宝箱にしまわれた宝石を輝かせた」と評された。このことは今なおデンマークにおける彼の評価の重要な要素であり続けている。

### 作品エディション
1994年から2009年の間に4000万クローネ以上の費用を投じ、デンマーク政府よりニールセン作品の新訂全集『カール・ニールセン・エディション』が委嘱された。オペラ『仮面舞踏会』や『サウルとダヴィデ』、そして『アラジン』の完全版など、以前は手稿譜の写しが演奏に用いられていた多くの作品にとってはこれが初めての印刷譜の出版となった。現在、楽譜は全てデンマーク王立図書館のウェブサイトから無料で入手可能である。同図書館はニールセンの草稿の大半も収蔵している。

## 受容
フィンランドの同時代人、ジャン・シベリウスとは異なり、ニールセンの国外での評価は第二次世界大戦後になってから上がり始めた。しばらくの間は世界の興味は専ら彼の交響曲へと向けられており、デンマークで人気の高い楽曲が多く含まれる他の作品については近年になって世界的なレパートリーとなり始めたところである。デンマーク国内ですら彼の作品の多くが印象を残せずにいる。彼が評論家たちの支持を取り付けることができたのはようやく1897年の『愛の賛歌』初演後のことであり、1906年の『仮面舞踏会』を熱狂的に受け入れた彼らは大いに支持を固いものとしたのであった。
1912年2月28日にコペンハーゲンのOdd Fellowsコンサートホールで初演が成功して2か月のうちに、交響曲第3番はアムステルダムのロイヤル・コンセルトヘボウ管弦楽団の演奏曲目入りし、1913年までにはシュトゥットガルト、ストックホルム、ヘルシンキで演奏された。この交響曲はニールセンの生前に彼の全作品の中で最大の人気を勝ち得た楽曲で、ベルリン、ハンブルク、ロンドン、ヨーテボリでも演奏されている。他の作品はデンマーク国内ですら、ある種の不確実さを生んだ。交響曲第1番（1922年）の初演後にある評論家は次のように書いた「デンマークの交響曲の宝とカール・ニールセンの自作は奇妙かつ独創性の高い作品で豊かになった。」しかし別の評論家は同じ作品を「疑いを持たない俗物である聴衆の眼前で握られた血濡れの拳」と評し、同時に「溝から出てきた汚らわしい音楽」であると断じた。
1940年代にはニールセンの主要な伝記が2作品デンマーク語で発表され、数十年間にわたってこの作曲家の生涯と作品に関する見解を支配した。ロバート・シンプソンの著書『Carl Nielsen, Symphonist』（1952年初版）は初となる英語での大規模研究となった。
国際的な躍進は1962年にレナード・バーンスタインが交響曲第5番をニューヨーク・フィルハーモニックと共にCBSのために録音したことに端を発する。同曲の名演のひとつに数えらるこの録音に助けられ、ニールセン音楽は母国の外で称賛されるようになっていく。ニールセン生誕100周年となった1965年は録音、出版の両面から盛大に祝われ、バーンスタインは第3交響曲の録音によりレオニー・ソニング音楽賞を受賞した。1988年にニールセンの日記とアネ・マリーイへの彼の書簡が出版され、これらと1991年にヤアアン・イェンスン（Jørgen Jensen）が新たな材料を基に上梓した伝記により、この作曲家の人間性についてそれまでとは異なる客観的な評価がなされるようになった。ニールセン生誕125周年に寄せて音楽評論家のアンドルー・ピンカスが『ニューヨーク・タイムズ』に記したところによると、バーンスタインは25年前に世界がジャン・シベリウスに並び立つ人物としてこのデンマーク人を受容できるようになっていると信じており、「彼の荒々しい魅力、彼の音律、彼の迫力、彼のリズムの驚き、彼の和声と調性の関係性の奇妙な力 - そしてとりわけ彼の変わらぬ予測のできなさ」について語っていたという。1990年代に英語で書かれた伝記や研究はニールセンの地位が世界的に確立されるのを助け、彼の音楽が西欧諸国で行われるコンサートのプログラムの常連になるまでとなった。
アメリカの音楽評論家アレックス・ロスは2008年に『ザ・ニューヨーカー』誌でニールセンの交響曲の「狂暴な力強さ」をベートーヴェンの交響曲第3番（英雄）や交響曲第5番（運命）になぞらえ、今になってやっとアメリカ人がゆっくりとこのデンマーク人作曲家を評価し始めているのだと説明を加えた。特に、彼はニールセンの交響曲の理解と解釈の点でアラン・ギルバートを称賛している。
ニールセンは自作の録音を行わなかった。しかし、彼と共に働いた同年代の3人の年少の作曲家たち、トーマス・イェンセン、ラウニ・グレンダール、エリク・トゥクセンが1946年から1952年にかけてDR放送交響楽団と交響曲や他の管弦楽作品を録音している。イェンセンはさらに1954年に第5交響曲の初めてのLPレコード録音を行った。近年出版された完全版『カール・ニールセン・エディション』の業績により、これらの録音で用いられた楽譜が作曲者の元来の意図とは異なっていることが判明しており、従来想定されていたような録音の信頼性には現在疑問符がついている。
現在はニールセンの主要作品には数多くの録音があり、交響曲全集にはコリン・デイヴィス、ヘルベルト・ブロムシュテット、サカリ・オラモら他の指揮による録音が存在する。管楽五重奏曲には50を超える録音が行われている。

## 後世への影響
ニールセンは1916年からデンマーク音楽アカデミーで教鞭を執り、死の直前である1931年に学長に就任した。また彼はそれ以前の時期には生活の足しにするため私的に弟子を取っていた。教育活動の結果、ニールセンはデンマークのクラシック音楽に多大な影響を及ぼすことになった。成功を収めた彼の門下生には歌曲で知られるトーヴァル・オーゴー、指揮者であり管弦楽作曲家でもあったハーラル・エーヤスナプ、主に自らの民俗音楽学校（Københavns Folkemusikskole）のために合唱曲や室内楽曲を作曲したヤアアン・ベンソンらがいる。その他の門弟には音楽学者のクヌート・イェッペセン、ピアニストのヘアマン・ダーヴィド・コッペル、アカデミーの教授で交響曲作曲家だったポウル・シアベク、ロスキレ大聖堂でオルガニストを務めたイミーリウス・バンギアト、ニールセンが私的に取った弟子のひとりで『アラジン』のオーケストレーションを手助けしたナンスィ・ダルベアがいる。また、ニールセンはバロック音楽の解釈で知られる指揮者、合唱指揮者のモーゲンス・ヴェルディケ、ニールセンの没後に後任としてアカデミーの学長となったピアニスト兼作曲家のルドルフ・シモンセンにも指導を行った。
カール・ニールセン協会は地域ごとに分類してニールセン作品の演奏記録をつけており、そこからは彼の音楽が世界中で定期的に演奏されていることがわかる。協奏曲や交響曲はこれらのリストに頻繁に登場する。カール・ニールセン国際音楽コンクールはオーデンセ交響楽団の協賛で1970年代に始まった。1980年から4年ごとのヴァイオリンの大会が開かれている。フルートとクラリネットの大会も後から追加されたが、現在は実施を休止している。オーデンセ市によって設立された国際オルガンコンクールが2009年からニールセンコンクールと共催されていたが、2015年からはオーデンセ大聖堂で別個に組織されることになった。

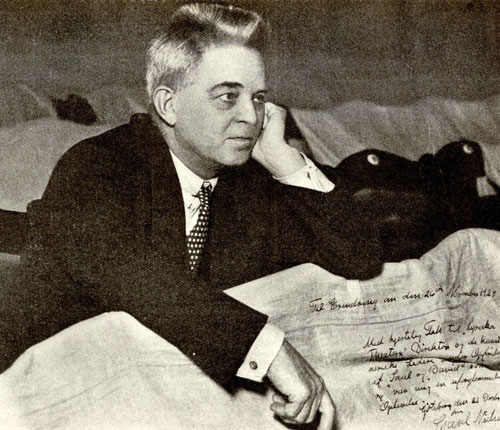
『サウルとダヴィデ』のリハーサルでのニールセン、1928年、ヨーテボリ。

オーデンセにはニールセンと妻のアネ・マリーイのためのカール・ニールセン博物館がある。1997年から2010年の間にはデンマーク国立銀行が発行する100デンマーク・クローネ紙幣にはニールセンの肖像が描かれていた。選定理由は『仮面舞踏会』、『広がり』の交響曲（第3番）、そして『Danmark, nu blunder den lyse nat』など多くの歌曲によってデンマークの音楽に貢献した功績のため、だった。
2015年6月9日の前後には、ニールセン生誕150周年を記念するイベントが複数開催された。デンマークでの多くの演奏のほか、ロンドン、ライプツィヒ、クラクフ、ヨーテボリ、ヘルシンキ、ウィーンなどのヨーロッパの各都市、そして遠く日本、エジプト、ニューヨークのコンサートでプログラムにあがった。ニールセンの誕生日である6月9日にはDR放送交響楽団がコペンハーゲンのDRコンサートホールにて、ヨーロッパ、アメリカ中に放送すべく『愛の賛歌』、『クラリネット協奏曲』、交響曲第4番をプログラムとして組んだ。王立劇場は『仮面舞踏会』、並びに新演出による『サウルとダヴィデ』を取り上げた。2015年の間にデンマーク四重奏団はデンマーク、イスラエル、ドイツ、ノルウェイ、イギリスの各国でニールセンの弦楽四重奏曲の演奏を企画した。イギリスではBBCフィルハーモニックが6月9日よりマンチェスターでニールセンのコンサートシリーズを行った。この年のロンドンで行われたBBCプロムス開幕日の夜の最初の演目は『仮面舞踏会』序曲であり、プロムスでは他の5つのコンサートでも彼の楽曲が取り上げられた。ニールセンと強いつながりのあるオーデンセ市は、この記念の年に広範囲にわたるコンサートプログラムや文化的催しを企画した。

## 著作
- Levende musik（生きている音楽） - 随筆集、1925年出版。
- Min fynske barndom（フューン島の少年時代） - 自伝、1927年出版。
  - 『カール・ニールセン自伝 フューン島の少年時代　デンマークの国民的作曲家』長島要一訳、彩流社、2015年

## 録音
ニールセンの交響曲全集の主な録音
- トーマス・イェンセン指揮DR放送交響楽団（Danacord）
- ヘルベルト・ブロムシュテット指揮DR放送交響楽団（EMI）
- ヘルベルト・ブロムシュテット指揮サンフランシスコ交響楽団（ユニバーサルミュージック）
- ゲンナジー・ロジェストヴェンスキー指揮ロイヤル・ストックホルム・フィルハーモニー管弦楽団（Chandos）
- エサ＝ペッカ・サロネン指揮スウェーデン放送交響楽団（Sony）
- オスモ・ヴァンスカ指揮BBCスコティッシュ交響楽団（BISレコード）
- オーレ・シュミット指揮ロンドン交響楽団（Regis）
- ネーメ・ヤルヴィ指揮エーテボリ交響楽団（Dg Trio Series）
- パーヴォ・ベルグルンド指揮デンマーク王立管弦楽団（Rca）
- ミヒャエル（ミケール）・シェーンヴァント指揮デンマーク放送交響楽団 - DVD(dacapo)とCD(Naxos：以前dacapoからリリースされていたものの再発）がある。
- テオドレ・クチャル指揮ヤナーチェク・フィルハーモニー管弦楽団（Brilliant Classics）
- ダグラス・ボストック指揮ロイヤル・リヴァプール・フィルハーモニー管弦楽団（Classico）
- エイドリアン・リーパー指揮アイルランド国立交響楽団（Naxos）
- ブライデン・トムソン指揮ロイヤル・スコティッシュ・ナショナル管弦楽団（シャンドス）
- サー・コリン・デイヴィス指揮ロンドン交響楽団（LSO Live）
- ユッカ＝ペッカ・サラステ指揮フィンランド放送交響楽団（Finlandia）
- エドワルド・セーロフ指揮オーゼンセ交響楽団（Kontrapunkt）
- アラン・ギルバート指揮ニューヨーク・フィルハーモニック（Dacapo）
- サカリ・オラモ指揮ロイヤル・ストックホルム・フィルハーモニー管弦楽団（BISレコード）
- ヨン・ストルゴールズ指揮BBCフィルハーモニック（Chandos）
- パーヴォ・ヤルヴィ指揮Hr交響楽団 (Rca)
- ファビオ・ルイージ指揮DR放送交響楽団（ドイツ・グラモフォン）